# 유준홍
유준홍(1991년 6월 19일 ~ )은 대한민국의 배우이다.

## 학력
- 대진대학교 연극영화학과

## 출연작

### 드라마
- 《모범택시 2》 (SBS, 2023년) - 최진우 역
- 《바람피면 죽는다》 (KBS2, 2020년) - 김덕기 역
- 《나인룸》 (2018년, tvN) - 젊은 마현철 역
- 《열두밤》 (2018년, 채널A) - 반구월 역
- 《어쩌다 18》 (2017년, JTBC) - 마기호 역
- 《역도요정 김복주》 (2016년, MBC) - 정우 역
- 《피리부는 사나이》 (2016년, tvN) - 비행기 해커 역
- 《뱀파이어 탐정》 (2016년, OCN) - 김민수 역
- 《마을》 (2015년, SBS)
- 《KBS 드라마 스페셜 - 낯선 동화》 (2015년, KBS2) - 우식 역
- 《엄마》 (2015년, MBC) - 대학생 역
- 《두번째 스무살》 (2015년, tvN)
- 《용팔이》 (2015년, SBS) - 레지 1 역
- 《너를 사랑한 시간》 (2015년, SBS) - 최원과 싸운 남학생 1 역
- 《슈퍼대디 열》 (2015년, tvN) - 어린 식상해 역
- 《KBS 드라마 스페셜 연작 시리즈 - 소녀 탐정 박해솔》 (2012년, KBS2) - 뚱남학생 역
- 《드림하이 2》 (2012년, KBS2) - 빵먹는 학생 역
- 《닥치고 꽃미남 밴드》 (2012년, tvN) - 샤크파 1 역
- 《뱀파이어 아이돌》 (2011년, MBN) - 민아 팬클럽 회장 역
- 《나도, 꽃!》 (2011년, MBC) - 짱개집 배달부 역
- 《꽃미남 라면가게》 (2011년, tvN) - 구라파 역

### 영화
- 《머니백》 (2018년) - 증거물보관소 순경 역

### 연극
- 《후리고》 (2014년) - 이장 멀티 역